# ماکسمیلیان سوم، آرشیدوک اتریش
ماکسمیلیان سوم (انگلیسی: Maximilian III, Archduke of Austria؛ ۱۲ اکتبر ۱۵۵۸ – ۲ نوامبر ۱۶۱۸) یک آرشیدوک اهل اتریش از دودمان هابسبورگ بود.
وی که پسر ماکسیمیلیان دوم، امپراتور مقدس روم بود از سال ۱۵۹۵ تا زمان مرگ یعنی ۱۶۱۸ میلادی در قدرت بود.